# Packera
Packera là một chi thực vật có hoa trong họ Cúc (Asteraceae) gồm chừng 64 loài. Các loài trong chi này trước nằm trong chi Senecio, nhưng rồi được tách ra do sự khác biệt số nhiễm sắc thể và một vài đặc điểm hình thái.

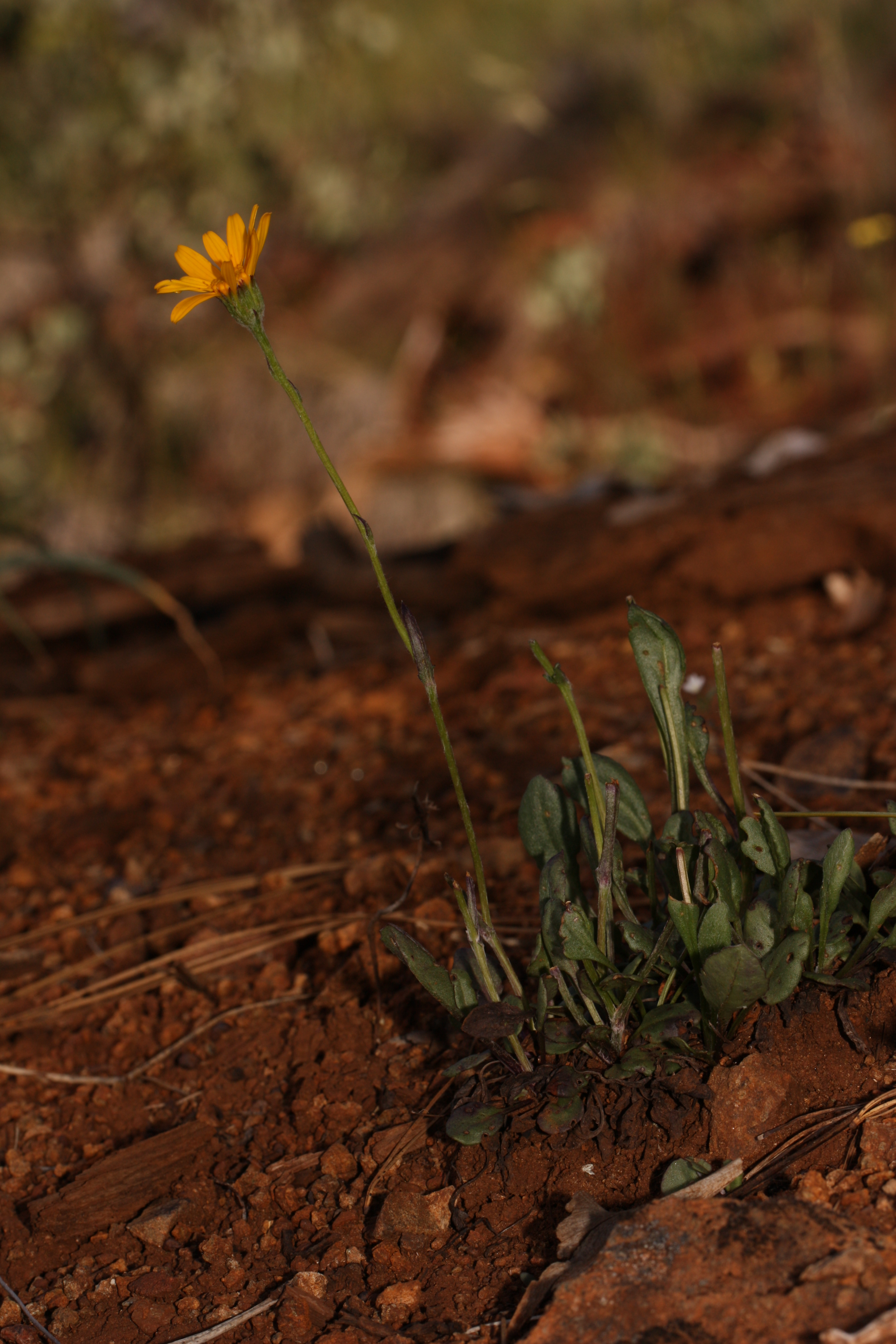
Packera hesperia

## Loài
- Packera anonyma (Wood) W.A. Weber & A. Löve
- Packera antennariifolia (Britt.) W.A. Weber & A. Löve
- Packera aurea (L.) A.& D. Löve
  - Senecio aureus L.
- Packera bernardina (Greene) W.A. Weber & A. Löve
- Packera bolanderi (Gray) W.A. Weber & A. Löve
- Packera breweri (Burtt-Davy) W.A. Weber & A. Löve 
  - Senecio breweri Burtt-Davy
- Packera cana (Hook.) W.A. Weber & A. Löve
- Packera cardamine (Greene) W.A. Weber & A. Löve
- Packera castoreus (Welsh) Kartesz, comb. nov. ined.
- Packera clevelandii (Greene) W.A. Weber & A. Löve
  - Senecio clevelandii Greene
- Packera contermina (Greenm.) T.M. Barkl., comb. nov. ined.
- Packera crocata (Rydb.) W.A. Weber & A. Löve
- Packera cymbalaria (Pursh) W.A. Weber & A. Löve
- Packera cymbalarioides (Buek) W.A. Weber & A. Löve
- Packera cynthioides (Greene) W.A. Weber & A. Löve 
  - Senecio cynthiodes Greene
- Packera debilis (Nutt.) W.A. Weber & A. Löve
- Packera dimorphophylla (Greene) W.A. Weber & A. Löve
- Packera eurycephala (Torr. & Gray ex Gray) W.A. Weber & A. Löve
- Packera fendleri (Gray) W.A. Weber & A. Löve
- Packera flettii (Wieg.) W.A. Weber & A. Löve
- Packera franciscana (Greene) W.A. Weber & A. Löve 	 
  - Senecio franciscanus Greene
- Packera ganderi (T.M. Barkl. & Beauchamp) W.A. Weber & A. Löve
- Packera glabella (Poir) C. Jeffrey
  - Senecio glabellus Poir.
- Packera greenei (Gray) W.A. Weber & A. Löve
- Packera hartiana (Heller) W.A. Weber & A. Löve
- Packera hesperia (Greene) W.A. Weber & A. Löve
- Packera hyperborealis (Greenm.) A.& D. Löve
- Packera indecora (Greene) A.& D. Löve
- Packera ionophylla (Greene) W.A. Weber & A. Löve
- Packera layneae (Greene) W.A. Weber & A. Löve
- Packera macounii (Greene) W.A. Weber & A. Löve
- Packera malmstenii (Blake ex Tidestrom) Kartesz, comb. nov. ined
- Packera millefolia (Torr. & Gray) T.M. Barkl., comb. nov. ined. 
  - Packera millefolium (Torr. & A. Gray) W.A. Weber & A. Löve
  - Senecio millefolium Torr. & Gray
- Packera millelobata (Rydb.) W.A. Weber & A. Löve
- Packera moresbiensis (Calder & Roy L. Taylor) J.F. Bain
- Packera multilobata (Torr. & Gray ex Gray) W.A. Weber & A. Löve 
  - Senecio multilobatus Torr. & Gray ex Gray
- Packera musiniensis (S. L. Welsh) Trock
- Packera neomexicana (Gray) W.A. Weber & A. Löve
- Packera obovata (Muhl. ex Willd.) W.A. Weber & A. Löve 
  - Senecio obovatus Muhl. ex Willd.
- Packera ogotorukensis (Packer) A.& D. Löve
- Packera pauciflora (Pursh) A.& D. Löve
- Packera paupercula (Michx.) A.& D. Löve
- Packera plattensis (Nutt.) W.A. Weber & A. Löve 
  - Senecio plattensis Nutt.
- Packera porteri (Greene) C. Jeffrey
- Packera pseudaurea (Rydb.) W.A. Weber & A. Löve
- Packera quaerens (Greene) W.A. Weber & A. Löve 
  - Senecio quaerens Greene
- Packera quercetorum (Greene) C. Jeffrey
- Packera sanguisorboides (Rydb.) W.A. Weber & A. Löve
- Packera schweinitziana (Nutt.) W.A. Weber & A. Löve 
  - Senecio schweinitzianus Nutt.
- Packera serpenticola Boufford, Kartesz, S.H. Shi & Renchao Zhou
- Packera spellenbergii (T.M. Barkl.) C. Jeffrey
- Packera streptanthifolia (Greene) W.A. Weber & A. Löve
- Packera subnuda (DC.) D.K. Trock & T.M. Barkley
- Packera tampicana (DC.) C. Jeffrey
- Packera tomentosa (Michx.) C. Jeffrey
- Packera tridenticulata (Rydb.) W.A. Weber & A. Löve
- Packera werneriifolia (Gray) W.A. Weber & A. Löve

Nguồn: NRCS